# جاسم الهيل (حكم كرة قدم)
جاسم الهيل، حكم كرة قدم قطري دولي.
و قد حكم في كأس الخليج 2002، وقد أدار مباراة منتخب الإمارات لكرة القدم ومنتخب عمان لكرة القدم في 17 يناير 2002، وقد أدار مباراة منتخب البحرين لكرة القدم ومنتخب عمان لكرة القدم في 29 يناير 2002.